# 판테라 레오 멜라노카이타
판테라 레오 멜라노카이타(Panthera leo melanochaita)는 남부 아프리카 및 동부 아프리카에 서식하는 사자 아종이다.

## 같이 보기
- 마포호 사자 연합
- 케이프사자(Cape lion)